# Bulbophyllum blepharopetalum
Bulbophyllum blepharopetalum är en orkidéart som beskrevs av Rudolf Schlechter. Bulbophyllum blepharopetalum ingår i släktet Bulbophyllum och familjen orkidéer. Inga underarter finns listade i Catalogue of Life.